# Vieweghova vila
Vieweghova vila (někdy psáno též Wieweghova, Vielweghova, Viehwegerova) je rodinná vila zbudovaná v letech 1902–1903 na Orlickém nábřeží (adresa Nezvalova 377/14) v Hradci Králové pro okresního tajemníka Karla Viewegha.

## Popis
Vieweghova vila patří mezi rodinné domy, které vybudoval architekt Václav Rejchl st. na parcelách zakoupených na Orlickém nábřeží na pozemcích uvolněných po městských hradbách (v letech 1902–1904 byly dalšími Rejchlovými realizacemi v této oblasti Wiplerova vila a vila Morušovka). Stavba byla prováděna v letech 1902–1903 a má analogickou dispozici jako sousední Wiplerova vila. Vily měly být původně navrženy jako zcela symetrické, ve skutečnosti je ale Vieweghova vila oproti Wiplerově půdorysně menší a výzdoba její fasády je jednodušší. Fasáda obsahovala některé novorenesanční prvky (např. nárožní bosáž nebo štukové římsy v suprafenestrách), ty se ale nezachovaly. V roce 1940 došlo k zásadní stavební úpravě objektu: vybudování dřevěného arkýře na severozápadní straně, na jehož realizaci se podílel Václav Rejchl ml. Arkýř se dochoval až do 21. století.
Na jihovýchodní straně fasády se nacházejí nejstarší hradecké sluneční hodiny. Byly zbudovány společně s vilou roku 1903 a pravděpodobně rekonstruovány v roce 1969. Do října roku 2012 rozmístění číslic ve stuze číselníku neodpovídalo poloze stěny vůči slunci, a hodiny tedy neukazovaly správně. Tehdy byly hodiny opraveny tak, že byl odstraněn číselník, na fasádě vily zbyl jen ukazatel a plastická stuha. V květnu 2014, při opravě střechy Vieweghovy vily, došlo i na novou malbu číselníku, byl také osazen nový ukazatel a hodiny tím byly znovu zprovozněny. 
Některé odborné prameny jako Vieweghovu vilu chybně označují vilu Morušovka (Plácelova čp. 374, Hradec Králové), kterou navrhl rovněž Václav Rejchl st. Tu ale obývala rodina příručího Městské spořitelny Josefa Bečičky a poté rodina Hájkových.

## Galerie

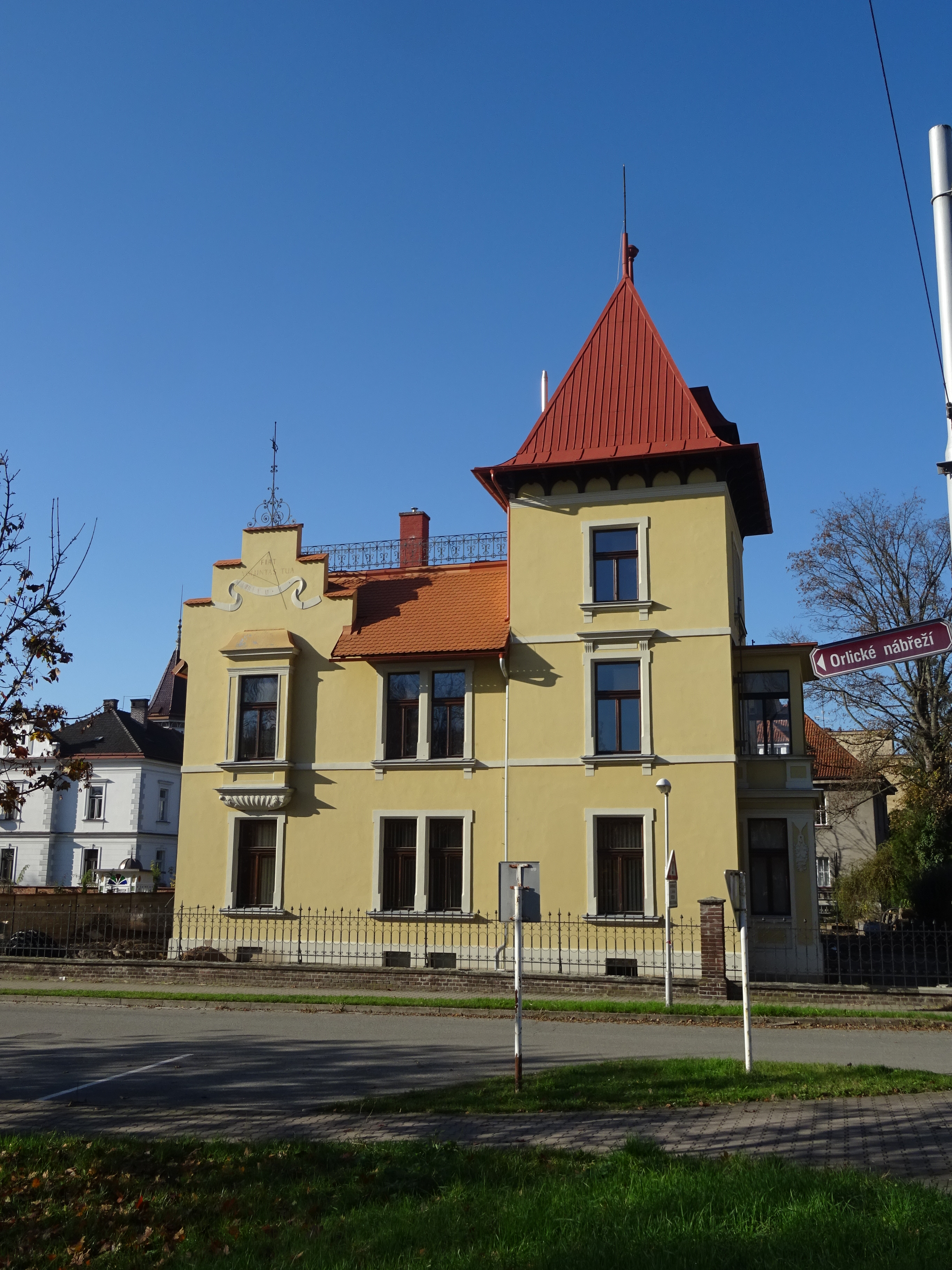
Celkový pohled z Orlického nábřeží
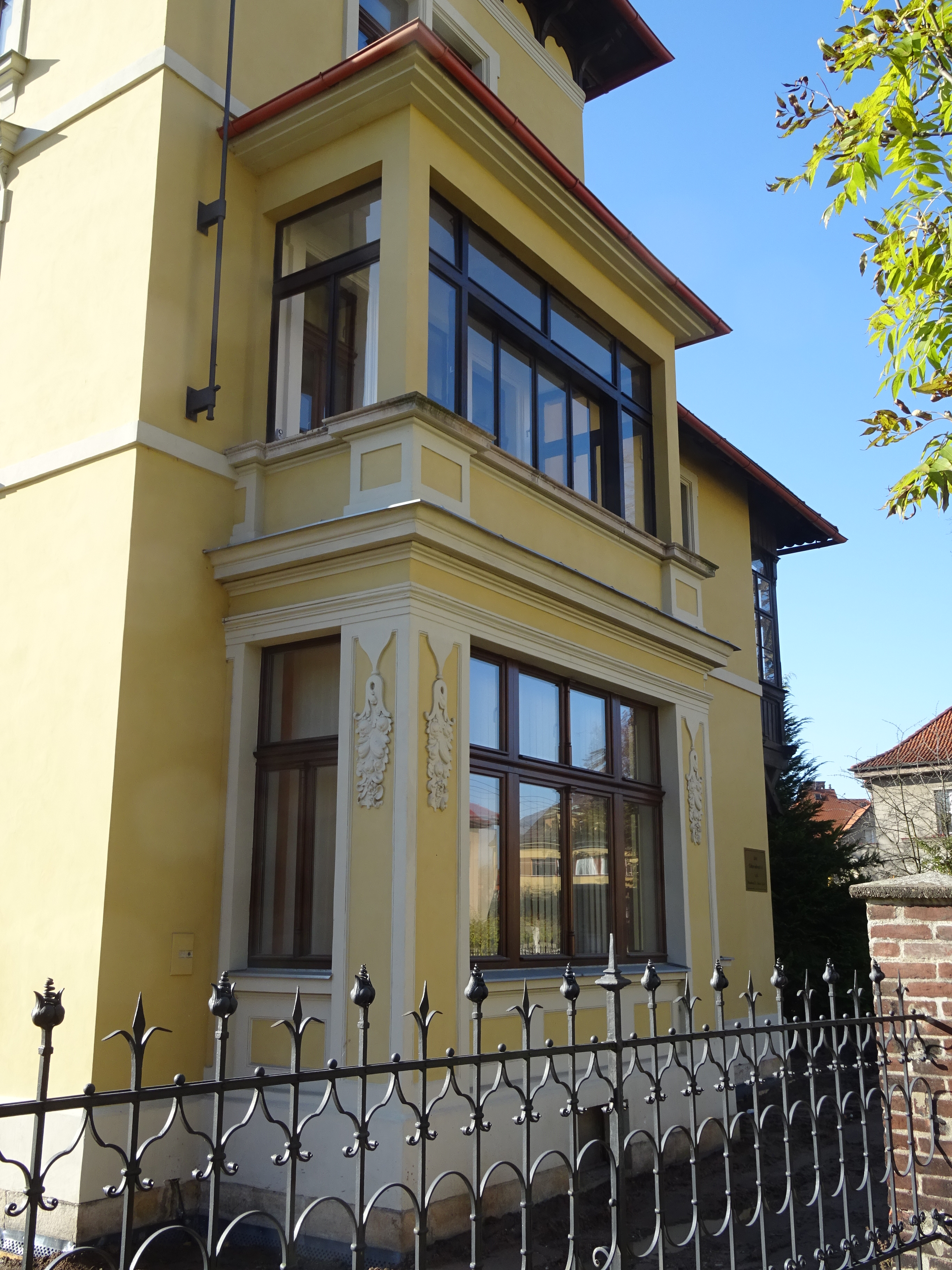
Pohled ze severovýchodní strany
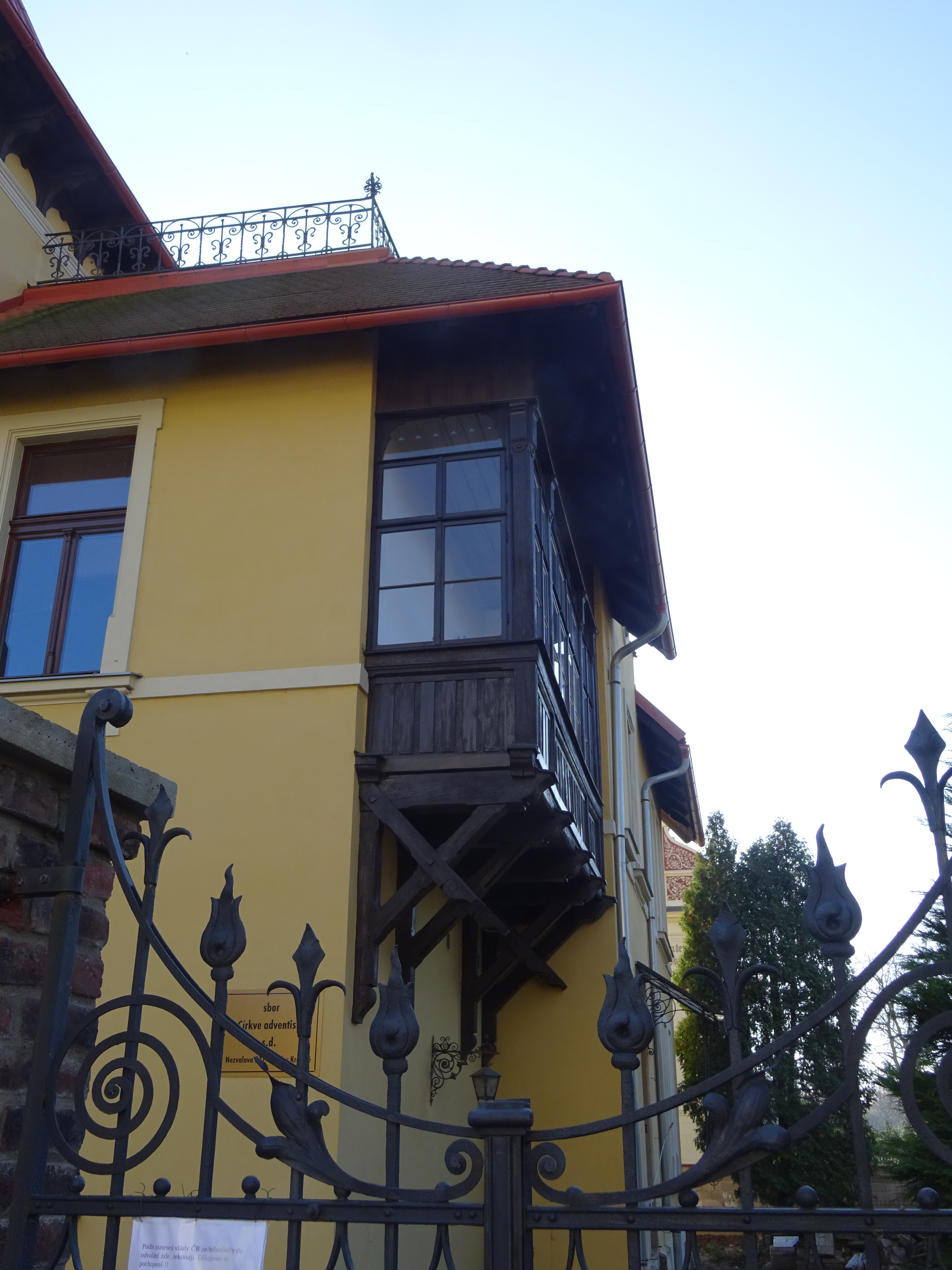
Dřevěný arkýř
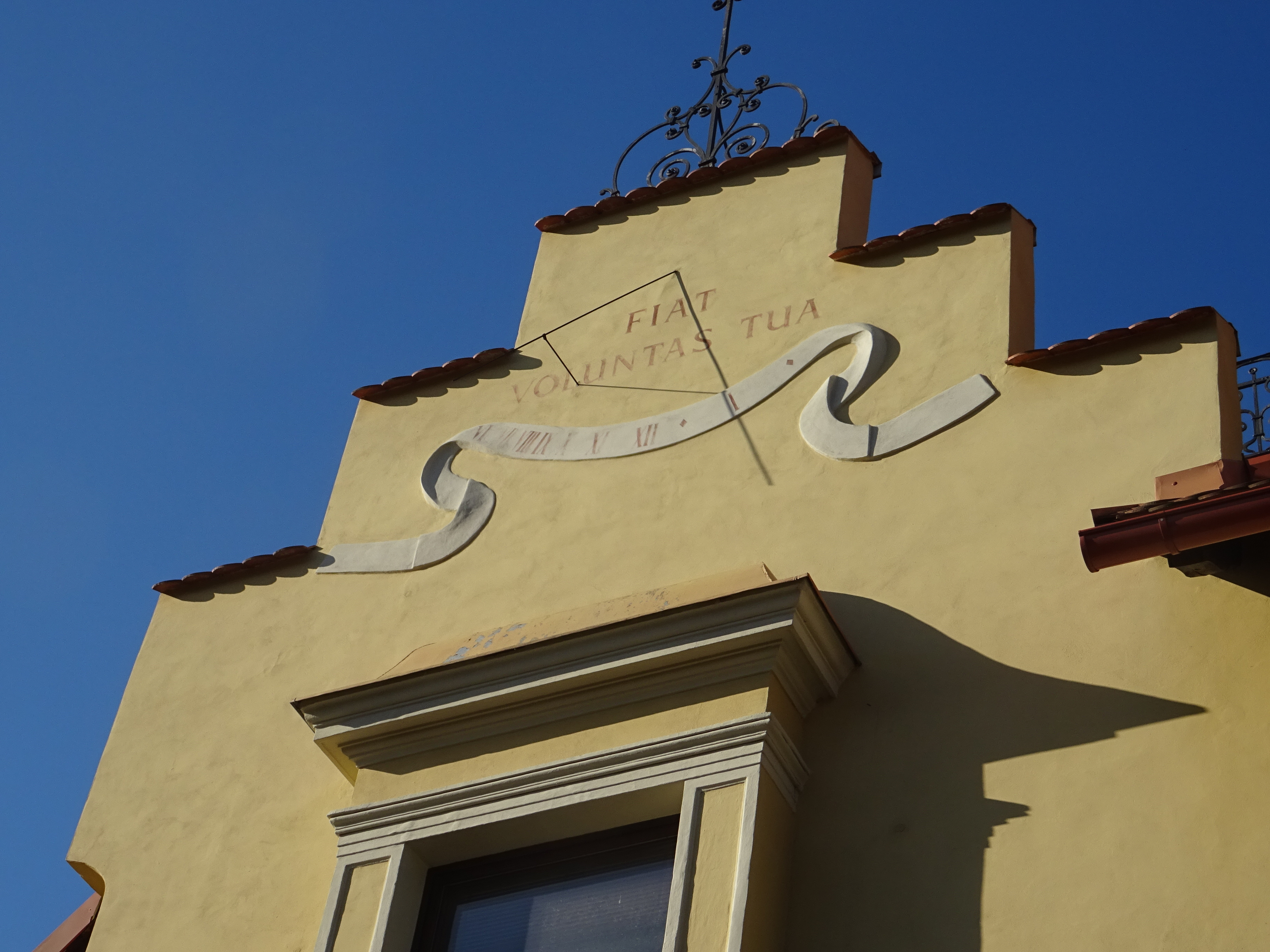
Sluneční hodiny